# 按扎儿
按扎儿（?—?），又作按察儿、阿察儿，蒙古帝国将领，克烈部土别燕氏（拓跋氏）人。
按扎儿曾经常扈从成吉思汗铁木真南征金朝，领蒙古军为探马赤五部前锋都元帅之一。转战燕南、河北、山东、山西。1219年，木华黎北还，他任前锋总帅，摄国王事，统兵屯守平阳，防备金军。1222年，元帅石天应在中条山（今山西南部、河南西北部）被金兵击败，他率军进击，打败金军侯小叔，再克河中府。金将乞石烈氏畏其威名，不敢轻犯其境。次年，木华黎去世，他跟随孛鲁征战。1230年，随窝阔台围攻凤翔府。1232年，跟随国王塔思、汗弟拖雷，在钧州三峰山之战击败金军。跟随都元帅速不台围攻汴京，参与灭金之战。1234年，金朝灭亡。1236年，受赐平阳户六百一十四户、驱户三十、猎户四户，不久病逝。其子忙漢、拙赤哥，忙漢子乃蛮、拙赤哥子阔阔术。

## 延伸阅读
[在维基数据编辑]
 《元史/卷122》，出自宋濂《元史》
 《新元史/卷130》，出自柯劭忞《新元史》